# Institut de physique du globe de Paris

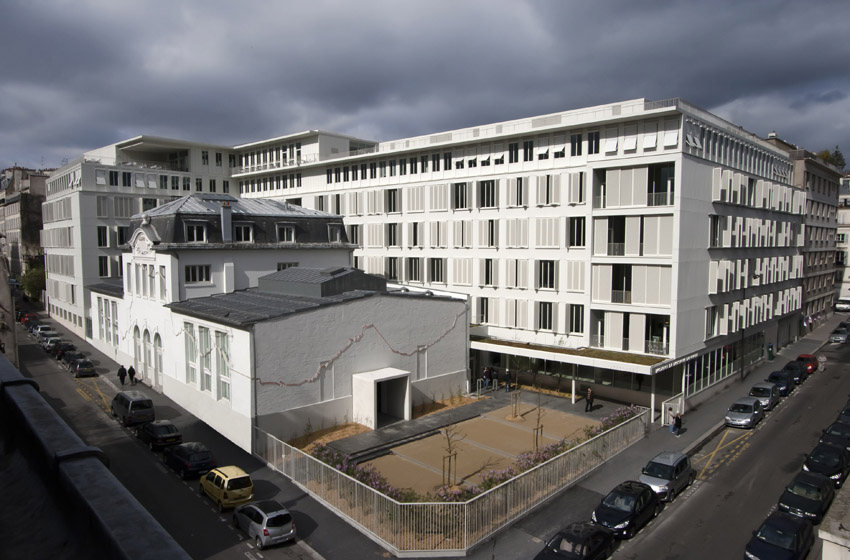
Institutsgebäude (2011)

Das Institut de physique du globe de Paris (IPGP; französisch für Institut für Geophysik Paris) ist ein geophysikalisches Forschungsinstitut in Paris.
Bei dem 1921 gegründeten IPGP handelt es sich um ein Grand établissement in staatlicher Trägerschaft. Das IPGP ist eine Non-Profit-Organisation unter der Leitung von Direktor Claude Jaupart.
Das IPGP ist Teil des CNRS und gleichzeitig die zweitgrößte CNRS-Forschungseinheit. Das Institut hat 14 Forschungsabteilungen sowie sechs Observatorien. Eine Aufgaben des IPGP sind die Überwachung der aktiven Vulkane auf französischem Territorium, das Management des weltweiten Programms GEOSCOPE und eine Mitarbeit am weltweiten Netzwerk zur Überwachung des Erdmagnetfelds Intermagnet.
Das IPGP betreibt ständige Observatorien zur Überwachung von Vulkanen auf den Inseln Réunion (Piton de la Fournaise), Guadeloupe (Soufrière) und Martinique (Montagne Pelée).
Das IPGP umfasst drei Gebäude in Paris. Bis 2010 lag das Hauptgebäude im Jussieu Campus im 5. Arrondissement von Paris. Seit 2010 befindet sich der Hauptsitz in einem modernen, am Jussieu Campus angrenzenden Gebäude, vor dem Jardin des Plantes. Außerdem besitzt das IPGP einen zweiten Campus 6 km östlich von Paris und einen dritten in Paris VII, der hauptsächlich als Lehrcampus genutzt wird.
Seit Januar 2020 ist das IPGP als rechtlich weiterhin eigenständige Teileinheit integriert in die 2019 gebildete Université Paris Cité.